# Dolbina streckeri
Dolbina streckeri är en fjärilsart som beskrevs av Otto Staudinger 1880. Dolbina streckeri ingår i släktet Dolbina och familjen svärmare. Inga underarter finns listade i Catalogue of Life.